# Berzo Inferiore
Berzo Inferiore is een gemeente in de Italiaanse provincie Brescia (regio Lombardije) en telt 2301 inwoners (31-12-2004). De oppervlakte bedraagt 21,9 km², de bevolkingsdichtheid is 105 inwoners per km².

## Demografie
Berzo Inferiore telt ongeveer 868 huishoudens. Het aantal inwoners steeg in de periode 1991-2001 met 10,7% volgens cijfers uit de tienjaarlijkse volkstellingen van ISTAT.
| Jaar | Inwoneraantal |
| ---- | ------------- |
| 1991 | 1993          |
| 2001 | 2206          |

## Geografie
De gemeente ligt op ongeveer 356 m boven zeeniveau.
Berzo Inferiore grenst aan de volgende gemeenten: Bienno, Bovegno, Cividate Camuno, Esine.

## Galerij

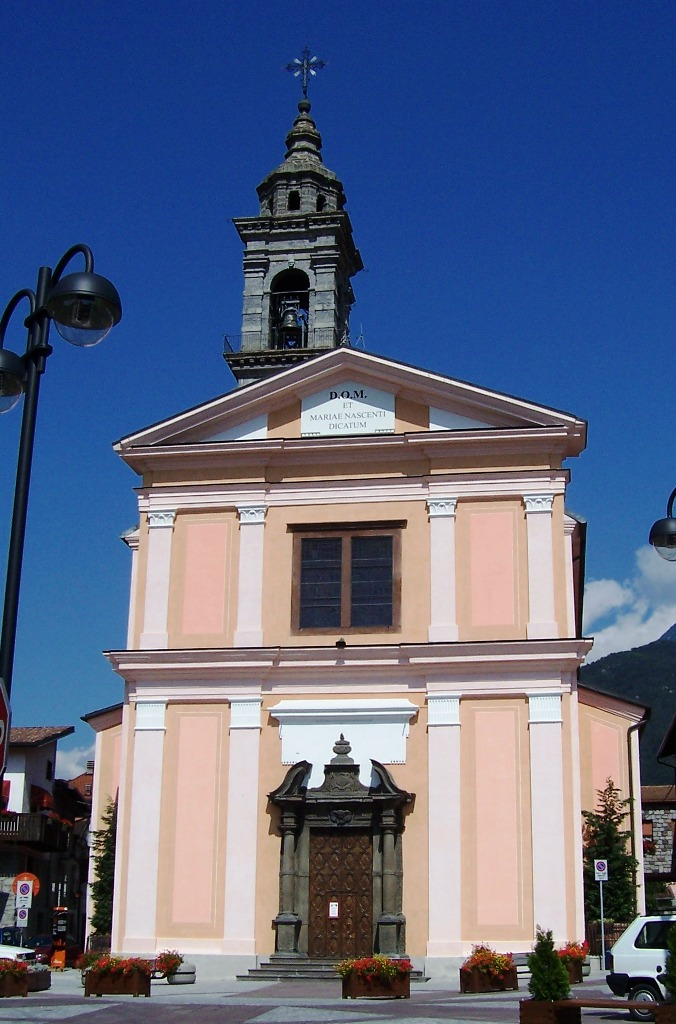
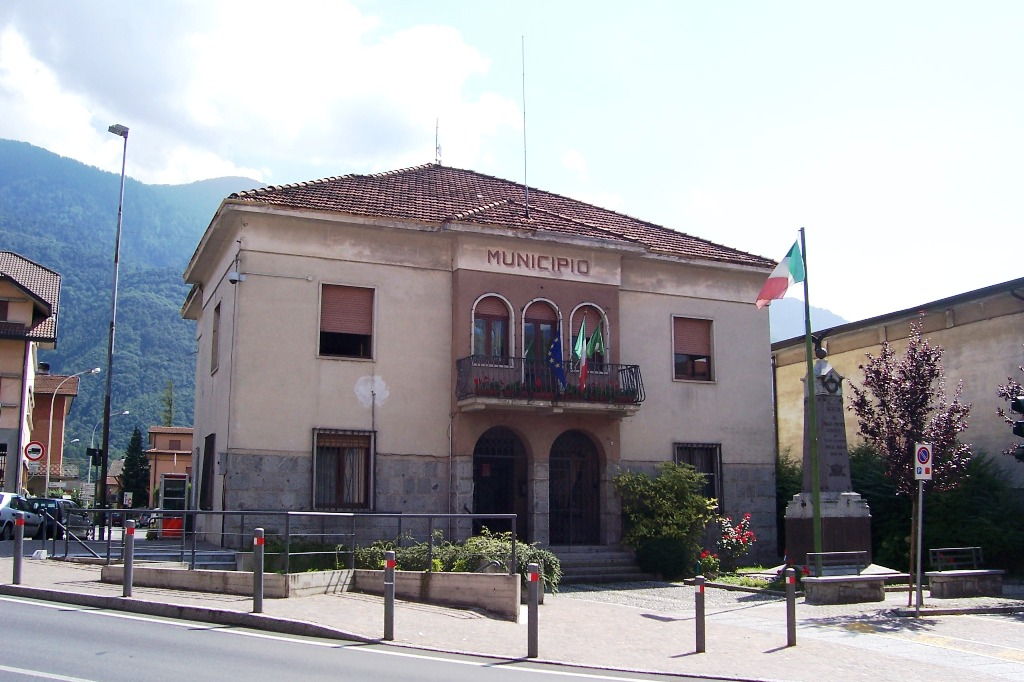
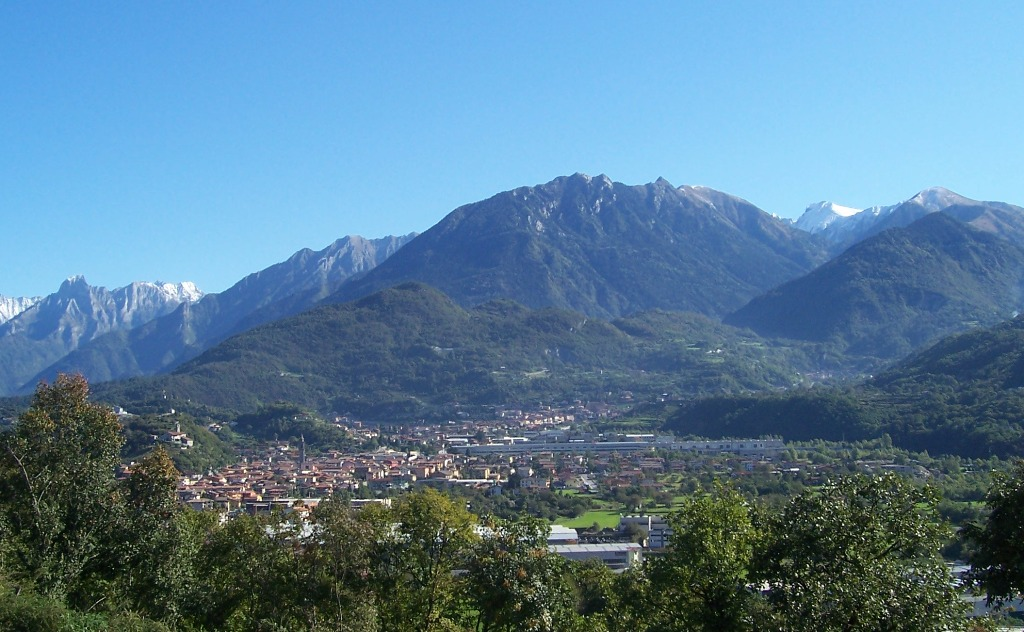